# يفجيني ألكسييف
يفجيني ألكسييف Evgeny Alekseev لاعب شطرنج روسي يحمل لقب أستاذ كبير.
- ولد في 28 نوفمبر 1985 في بوشكين في روسيا.
- فاز ببطولة روسيا للشطرنج عام 2006، متغلباً على دميتري ياكوفينكو في مباراة تحديد الفائز.
- شارك في بطولة العالم للشطرنج في عام 2004، وكأس العالم للشرنج في أعوام 2005، 2007، 2009، 2011 و2013.